# Wissenschaft in der UdSSR
Wissenschaft in der UdSSR (russisch Наука в СССР Nauka w SSSR, englisch Science in the USSR) war eine illustrierte Zeitschrift für wissenschaftliche Publizistik und Information, herausgegeben von der Akademie der Wissenschaften der UdSSR.
Sie erschien in deutscher, russischer, englischer und spanischer Sprache sechsmal im Jahr und wurde im Wissenschafts-Verlag Nauka gedruckt; Name der englischen Ausgabe: Science in USSR.
Auch in der DDR war sie an Zeitungskiosken erhältlich.
Bevor die Zeitschrift 1991 in Deutschland und 1992 in Russland eingestellt wurde, war der Chefredakteur das Akademiemitglied Georgi K. Skrjabin.
Nachfolger der Zeitschrift wurde Nauka w Rossii (Wissenschaft in Russland/Science in Russia), Untertitel „Illjustrirowanny nautschno-publizistitscheski i informazionny schurnal“, ISSN 0869-706X.

## Beispiel: Inhalt von Ausgabe Nr. 6 von 1983
- Geschichte der Wissenschaften in Gelehrtenbiografien:
  - In memoriam Wladimir Wernadski
  - Flügel
- Entdeckungen sowjetischer Wissenschaftler: Ein Atom unter Milliarden finden
- Auszeichnungen:
  - Die Melnikow-Medaille
  - Staatspreis der UdSSR 1982: Wo und warum ist man öfter krank.
  - Der Plechanow-Preis
  - Der Belinski-Preis
- Wissenschaft auf dem Vormarsch
  - Metalle und Krebs
  - Expedition PIKAR
- Technik des 20. Jahrhunderts
  - Ein Leichtträgerschiff mit Kernenergieantrieb für die Arktis
- Unser Haus ist die Erde
  - Ein geodynamisches Modell des Kaukasus
  - Die Visitenkarte des Erdinnern
- Agrarwissenschaft: Problem der 80er Jahre
  - Schonender Ackerbau
- Wissenschaft und Gesellschaft
  - Die Wissenschaft eines auferstandenen Volkes
  - „Die Saat des Geistes im ganzen All aussäen“
- Neues aus dem Forschungslabor
  - Ein neues Rendezvous mit dem Halleyschen Kometen
- Lachpause
- Gelehrtenhobbys
- In Fachzeitschriften geblättert: Kohlenwasserstoffe in Synklinalen, die Gebirgsmassiven vorgelagert sind. Erstmalig in der Praxis der Fischzucht. Können Vögel auch sprechen? Nadeln gegen Geschwüre.
- Rezensionen
  - J. Mischustin: Ein Stickstofflager
  - W. Dolnik: Künstlicher und menschlicher Intellekt
- Inhaltsübersicht der Zeitschrift für das Jahr 1983